# 龔慶雲
龔慶雲，安徽省廬州府合肥縣人，清朝政治人物、進士出身。
光緒二十九年（1903年），参加光緒癸卯科殿試，登進士二甲第127名。同年閏五月，以主事分部学习。